# Honda エコ マイレッジ チャレンジ

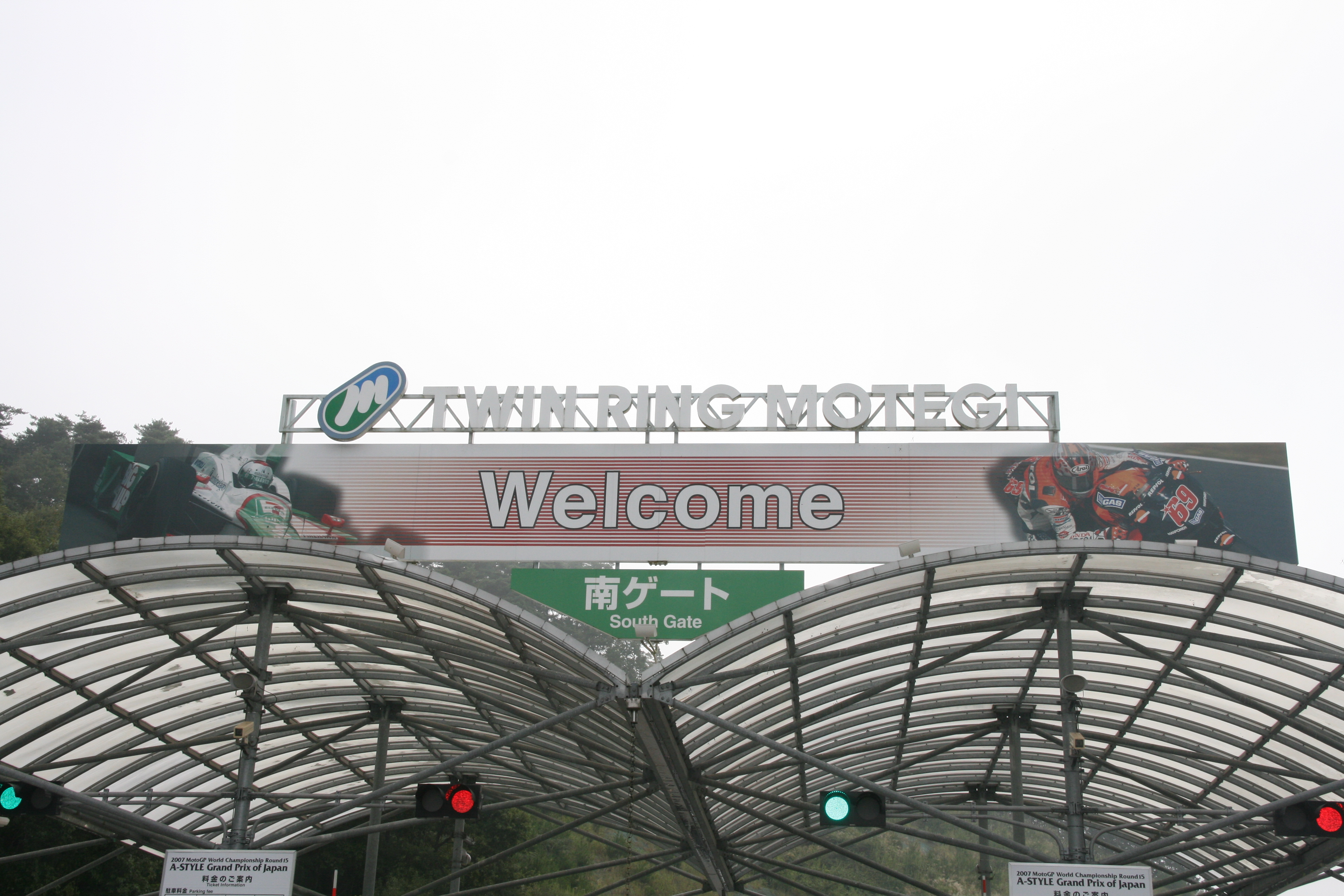
Honda エコ マイレッジ チャレンジが開催されるツインリンクもてぎ（写真は南ゲート）

Honda エコ マイレッジ チャレンジ（ホンダ-）は、ホンダが開催している低燃費競技会で、走行前後の計測にもとづいて1リットルのガソリンあたりでどれだけ走れるかを競う。通称エコラン。かつての大会名は本田宗一郎杯Hondaエコノパワー燃費競技全国大会であったが、2010年の開催30周年を機に現名称へ変更された。

## 概要
ホンダの50cc4ストロークエンジンを搭載したオリジナルの車両を製作、大会では一定の距離を平均時速25kmを満たす制限時間内に走行し、消費したガソリンの量から燃費を算出する。スーパーカブを使った市販車クラスも存在し、また、タイや中国など海外のチームも参戦し好成績を残すなど大会のグローバル化が進められる。近年はGr.1クラスに出場する中学生チームも多い。燃費の良さだけを競うだけでなく、クラシックカーや観光バスのミニチュアなどデザインに力を注ぐチームも多く参加している。表彰に関しても、最優秀賞から新人賞、デザイン賞など様々な部門ある。例年400台以上が参加している。
なお本田宗一郎杯を争う全国大会だけでなく鈴鹿・九州などで地方大会や、タイ･中国･ベトナムなど海外大会も開催されている。

## 沿革
- 1981年 - 鈴鹿サーキットにて「第1回ホンダエコノパワー燃費競技全国大会」が開催。
- 1990年 - 参加チーム数が200チームを超える。
- 1993年 - 参加チーム数が500チームを突破。また、2人乗りクラスが新設される。
- 1997年 - 開催会場が現在のツインリンクもてぎに移る。
- 1998年 - タイ、パキスタンのチームが参加。
- 1999年 - ロシアのチームが参加。
- 2001年 - 韓国のチームが参加。「第一回エコ耐」が開催される。
- 2010年 - 大会名変更。
- 2011年 - 「チームファイアボール」が大会新記録3,644.869km/Lを記録する。

## クラス分け
ニューチャレンジクラス以外は全て50ccエンジンがベースとなる。なお、エンジンはHonda製エンジンをベースにすることが必須である。
- Gr.1（中学校クラス）
- Gr.2（高等学校クラス）
- Gr.3（大学.短大.高専.専門学校クラス）
- Gr.4（一般クラス）
- 2人乗りクラス
- ニューチャレンジクラス（150cc以下）
- 市販車クラス（50cc。基本構造はスーパーカブ市販車の状態）

## 過去の記録
全国大会で最優秀賞を受賞したチームのみ記載する
| 回数   | 日時                       | 場所               | 記録          | 勝者                     |
| ------ | -------------------------- | ------------------ | ------------- | ------------------------ |
| 第1回  | 1981年（昭和56年）6月21日  | 鈴鹿               | 292.50km/L    | 成蹊大学                 |
| 第1回  | 同年10月11日               | 桶川               | 621.80km/L    | 破速車                   |
| 第2回  | 1982年（昭和57年）6月20日  | 鈴鹿               | 427.06km/L    | インフェルノ             |
| 第2回  | 同年11月21日               | 桶川               | 904.88km/L    | インフェルノ             |
| 第3回  | 1983年（昭和58年）10月9日  | 桶川               | 973.68km/L    | クライスコルベンモーター |
| 第4回  | 1984年（昭和59年）10月21日 | 桶川               | 932.77km/L    | 青山学院大学熱工学研究   |
| 第5回  | 1985年（昭和60年）10月27日 | 桶川               | 1,140.00km/L  | 爽風会&SRT               |
| 第6回  | 1986年（昭和61年）11月9日  | 桶川               | 999.10km/L    | 爽風会&タクIVY NO!       |
| 第7回  | 1987年（昭和62年）10月25日 | 桶川               | 832.40km/L    | EVOLITON-III             |
| 第8回  | 1988年（昭和63年）10月23日 | 桶川               | 1,396.64km/L  | 再輝                     |
| 第9回  | 1989年（平成元年）9月24日  | 桶川               | 1,253.73km/L  | 再輝                     |
| 第10回 | 1990年（平成2年）11月4日   | 桶川               | 1,194.67km/L  | 再輝                     |
| 第11回 | 1991年（平成3年）9月23日   | 日本自動車研究所   | 1,461.05km/L  | 再輝                     |
| 第12回 | 1992年（平成4年）9月20日   | 日本自動車研究所   | 1,503.06km/L  | SECONO                   |
| 第13回 | 1993年（平成5年）9月19日   | 日本自動車研究所   | 1,498.25km/L  | ツアンラート             |
| 第14回 | 1994年（平成6年）9月18日   | 日本自動車研究所   | 3,014.71km/L  | TEAM1200                 |
| 第15回 | 1995年（平成7年）9月16日   | 日本自動車研究所   | 1,289.47km/L  | ゲトリーベ               |
| 第16回 | 1996年（平成8年）10月20日  | 日本自動車研究所   | 1,899.62km/L  | TEAM1200                 |
| 第17回 | 1997年（平成9年）10月19日  | ツインリンクもてぎ | 1,766.56km/L  | TEAM200                  |
| 第18回 | 1998年（平成10年）10月11日 | ツインリンクもてぎ | 2,325.36km/L  | ゲトリーベ               |
| 第19回 | 1999年（平成11年）10月10日 | ツインリンクもてぎ | 2,741.78km/L  | TEAM1200                 |
| 第20回 | 2000年（平成12年）10月1日  | ツインリンクもてぎ | 3,165.99km/L  | チーム・ベィント         |
| 第21回 | 2001年（平成13年）9月24日  | ツインリンクもてぎ | 3,435.33km/L  | 富士エコラン・チーム白糸 |
| 第22回 | 2002年（平成14年）9月23日  | ツインリンクもてぎ | 2,433.18km/L  | 富士エコラン・チーム白糸 |
| 第23回 | 2003年（平成15年）9月21日  | ツインリンクもてぎ | 2,410.51km/L  | 小松原高校自動車部C      |
| 第24回 | 2004年（平成16年）10月3日  | ツインリンクもてぎ | 1,917.746km/L | A.T.E SCHOOL             |
| 第25回 | 2005年（平成17年）10月2日  | ツインリンクもてぎ | 2,979.580km/L | A.T.E SCHOOL             |
| 第26回 | 2006年（平成18年）10月1日  | ツインリンクもてぎ | 2,537.866km/L | 水曜クラブ               |
| 第27回 | 2007年（平成19年）10月7日  | ツインリンクもてぎ | 2,851.501km/L | 水曜クラブ               |
| 第28回 | 2008年（平成20年）10月19日 | ツインリンクもてぎ | 2,881.236km/L | 水曜クラブ               |
| 第29回 | 2009年（平成21年）10月11日 | ツインリンクもてぎ | 2,474.742km/L | チームファイアボール     |
| 第30回 | 2010年（平成22年）10月10日 | ツインリンクもてぎ | 3,021.720km/L | ATP                      |
| 第31回 | 2011年（平成23年）10月9日  | ツインリンクもてぎ | 3,644.869km/L | チームファイアボール     |
| 第32回 | 2012年（平成24年）9月16日  | ツインリンクもてぎ | 3,242.784km/L | 水曜クラブ               |
| 第33回 | 2013年（平成25年）10月6日  | ツインリンクもてぎ | 2,563.250km/L | TEAM10ｘKUMAMOTO         |
| 第34回 | 2014年（平成26年）9月28日  | ツインリンクもてぎ | 2,503.332km/L | 水曜クラブ               |
| 第35回 | 2015年（平成27年）9月20日  | ツインリンクもてぎ | 2,614.544km/L | チームファイアボール     |
| 第36回 | 2016年（平成28年）10月2日  | ツインリンクもてぎ | 2,578.504km/L | 水曜クラブ               |
| 第37回 | 2017年（平成29年）10月1日  | ツインリンクもてぎ | 2,791.897km/L | 富士エコラン・チーム白糸 |
| 第38回 | 2018年（平成30年）9月30日  | ツインリンクもてぎ | 3,056.121km/L | PANJAVIDHYA              |